# مشروع تدريب الرسامين الشباب
مشروع تدريب الرسامين الشباب (باليابانية: 若手アニメーター育成プロジェクト) هو مشروع بدأ في عام 2010م. وممول من قبل الحكومة اليابانية لتدريب الرسامين الشباب. يقوم المشروع بإنتاج عدة أفلام أنمي قصيرة تحتى مسمى:
- المشروع أي صدر في (2011 م)
- أنمي ميراي (باليابانية: アニメミライ) صدر في (2012–2015 م)
- أنمي تاماغو (باليابانية: あにめたまご) صدر في (2016-2018 م)

## الأنمي

### أنمي تاماغو 2016
| الأنمي                 | الاستديو           |
| ---------------------- | ------------------ |
| Colorful Ninja Iromaki | آي جي بورت         |
| UTOPA                  | Studio 4 °C        |
| Kacchikenee            | Tezuka Productions |
| Kaze no Matasaburō     | Buemon             |

### أنمي تاماغو 2017
| الأنمي                                           | الاستديو                                   |
| ------------------------------------------------ | ------------------------------------------ |
| Charanpo-shima no Monogatari (قصة جزيرة شارانبو) | ستوديو كومت                                |
| Red Ash -Magicicada (الرماد الأحمر- ماجيسيكادا)  | Studio 4 °C                                |
| Genba no Jōkitsune                               | نيبون أنيميشن                              |
| Zunda Horizon                                    | WAO Corporation و Studio Live و SSS-Studio |

### أنمي تاماغو 2018
| الأنمي                             | الاستديو                    |
| ---------------------------------- | --------------------------- |
| TIME DRIVER: Bokura ga Kaita Mirai | Image Works و Robot         |
| Engimon                            | Studio Nanahoshi و Usagi.Ou |
| 12 Busters                         | Tomason                     |
| Midnight Crazy Trail               | Pinako                      |

## روابط أضافية
- Project A official website (باليابانية)
- Anime Mirai official website (باليابانية)
- Anime Tamago official website (باليابانية)